# Даду, Юсуф
Юсуф Мохамед Даду (англ. Yusuf Mohamed Dadoo; 5 сентября 1909 — 19 сентября 1983) — деятель южноафриканского и международного коммунистического движения и борец против апартеида. Из числа южноафриканцев индийского происхождения. Был председателем как Южноафриканского индийского конгресса, так и Южноафриканской коммунистической партии, а также был одним из основных поборников сотрудничества между этими организациями и Африканским национальным конгрессом. Неоднократно подвергался арестам и преследованиям со стороны властей; лидер кампании неповиновения и один из обвиняемых в процессе о «государственной измене» в 1956 году. Его последние дни прошли в изгнании в Лондоне, где он похоронен на Хайгейтском кладбище, в нескольких метрах от могилы Карла Маркса.

## Ранние годы
Юсуф родился 10 сентября 1909 года в Крюгерсдорпе, в Западном Рэнде, недалеко от Йоханнесбурга. Его родители, Мохаммед и Фатима Даду, были гуджаратскими мусульманскими иммигрантами из Сурата в Западной Индии.
Ещё в раннем детстве столкнулся с унизительной системой сегрегации и дискриминации: так, его выругали просто то, что он залез на дерево в своем соседнем парке, предназначенном только для белых. Муниципалитет Крюгерсдорпа попытался выселить его отца из его магазина по расовым мотивам, но его успешно защитил в суде Мохандас Ганди.
В старшей школе Юсуф посещал встречи бывших сподвижников Ганди и вместе с Исмаилом Качалией и другими одноклассниками собирал средства для Всеиндийского национального конгресса. Когда ему было пятнадцать, он был одним из лидеров протеста, организованного и возглавленного индийским поэтом Сароджини Найду против предложенного законопроекта о классовых территориях.

## Образование за рубежом
Для продолжения учёбы его отправили в Алигархский колледж в Индии, так как на родине не было возможности окончить среднюю школу. В восемнадцать лет, получив среднее образование, Юсуф вернулся в Крюгерсдорп; где его отец настоял на том, чтобы он помогал вести его бизнес, несмотря на желание Юсуфа изучать право. После двух лет столкновений, включая организацию Юсуфа забастовки африканских служащих своего отца и побег из дома, Мохаммед согласился отправить Юсуфа в Лондон изучать медицину.
В Лондоне Юсуф продолжал проявлять политическую активность и был арестован за участие в акции протеста против Комиссии Саймона. Узнав о его аресте, родители вынудили его перевестись в Эдинбургский университет, где он и закончил своё высшее образование. В Эдинбурге Юсуф общался с однокурсниками со всей Британской империи, что дало ему более широкий взгляд на колониализм. Вдохновленный подъемом Лейбористской партии на всеобщих выборах 1929 года в Великобритании, он начал читать марксистскую литературу и вступил в Независимую лейбористскую партию.

## Возвращение в Южную Африку и оживление борьбы
Получив высшее медицинское образование, возвратился на родину в 1936 году с твердым намерением активизировать там борьбу против расовой дискриминации и стал активно участвовать в деятельности прогрессивных политических организаций Южной Африки. Вскоре после своего возвращения домой он также купил дом и открыл медицинскую практику в Дорнфонтейне, Йоханнесбург. Он стал участником Трансваальского индийского конгресса (ТИК), организации, которая участвовала в более ранних протестах Ганди, но обнаружил, что в ней преобладают интересы индийской буржуазии, а не рабочего класса. 
В 1938 году Юсуф стал одним из основателей и секретарем Объединенного неевропейского фронта (NEUF). В 1939 году вместе как с молодыми активистами, так и с ветеранами кампаний Ганди он основал националистический блок в ТИК с целью начать кампанию пассивного сопротивления недавно принятому «закону о владении землей азиатами». В то время ни Натальский индийский конгресс (НИК), ни Южноафриканский индийский конгресс (ЮАИК) официально не поддержали кампанию, несмотря на общественную поддержку среди индийцев, и сама она была отложена по личной просьбе Ганди. После этого Юсуф присоединился к Коммунистической партии Южной Африки (КПЮА) и сосредоточился на антивоенной активности с началом Второй мировой войны.
В 1941 году немецкое вторжение в Советский Союз побудило южноафриканскую компартию отказаться от своей прежней оппозиции участию в войне и перейти на позицию поддержки «народной войны». Вдохновленные подвигами Красной Армии в защите Советского Союза, неевропейские протестные движения в Южной Африке стали более воинственными. После войны в Африканском национальном конгрессе доминировали такие лидеры, как Уолтер Сисулу, Оливер Тамбо и Нельсон Мандела, а в ТИК и НИК — Юсуф Даду (в 1944 году ставший членом ЦК КПЮА и руководителем партийной организации города Йоханнесбурга) и Монти Найкер соответственно.
В 1946 году Юсуф и Монти возглавили кампанию индийского пассивного сопротивления, которая продолжалась до 1948 года, но не добилась отмены какого-либо из дискриминационных законов, против которых они выступали. В 1947 году они вместе с Альфредом Битини Ксумрой подписали «пакт трех докторов» о сотрудничестве между АНК, ТИК и НИК, призывая предоставить всем южноафриканцам право голоса, свободу передвижения, доступ к образованию и равные возможности.

## Апартеид и сопротивление
На всеобщих выборах 1948 года к власти пришла открыто расистская Национальная партия, немедленно начавшая проводить формальную политику апартеида. В 1949 году правительство также подготовило проект «Закона о подавлении коммунизма», предусматривающий запрещение коммунистической партии. Чтобы избежать судебного преследования её членов, ЦК КПЮА, незадолго до одобрения законопроекта в парламенте, принял упреждающее решение о самороспуске партии, и её активисты ушли в подполье. После роспуска компартии в 1950 году Даду вместе с Мозесом Котане и Дж. Б. Марксом вёл работу по перестройке деятельности партии в условиях нелегальности.
В том же 1950 году Юсуф был избран президентом ЮАИК, который сразу же присоединился к АНК в организации кампании неповиновения несправедливым законам. Юсуф был заместителем председателя совета по планированию, возглавляемого Вальтером Сисулу. К 1952 году правительство отреагировало на кампанию неповиновения, приняв ещё более жесткое законодательство. Власти запретили Даду посещать все собрания и приказали покинуть организации, в которых он состоял.
В 1953 году Даду и его товарищи тайно преобразовали КПЮА в Южно-Африканскую коммунистическую партию (ЮАКП), и на первом её съезде он был избран председателем центрального комитета. В том же году Юсуфу запретили участвовать в пятнадцати протестных организациях. Из-за этих запретов он не мог открыто участвовать в работе Союза Конгресса и составлении Хартии свободы, хотя он был одним из главных их инициаторов. В 1957 году ему было прямо запрещено разговаривать более чем с одним человеком одновременно.

## Изгнание и руководство партией
В 1960 году, после расстрела в Шарпевиле, правительство объявило чрезвычайное положение в стране и выдало ордера на арест наиболее известных лидеров протестных организаций. Даду избежал ареста и действовал в подполье в течение нескольких месяцев, пока ЮАКП, проконсультировавшись с ЮАИК, не решила тайно вывезти его из страны, чтобы он выступил в качестве международного представителя их борьбы. Даду категорически не согласился с этой идеей, но его протест был отклонен и в конце концов он отправился в политическую эмиграцию в Лондон. При этом он внёс важный вклад в разработку принятой в 1962 году программы ЮАКП «Путь к свободе Южной Африки».
В 1969 году Даду стал вице-председателем Революционного совета Африканского национального конгресса. В 1972 году умер тогдашний национальный председатель ЮАКП Дж. Б. Маркс, и на его место единогласно был избран Юсуф Даду. Он оставался в этой роли председателя в изгнании до своей смерти. В 1979 году он был награждён советским орденом Дружбы народов.

## Смерть и наследие

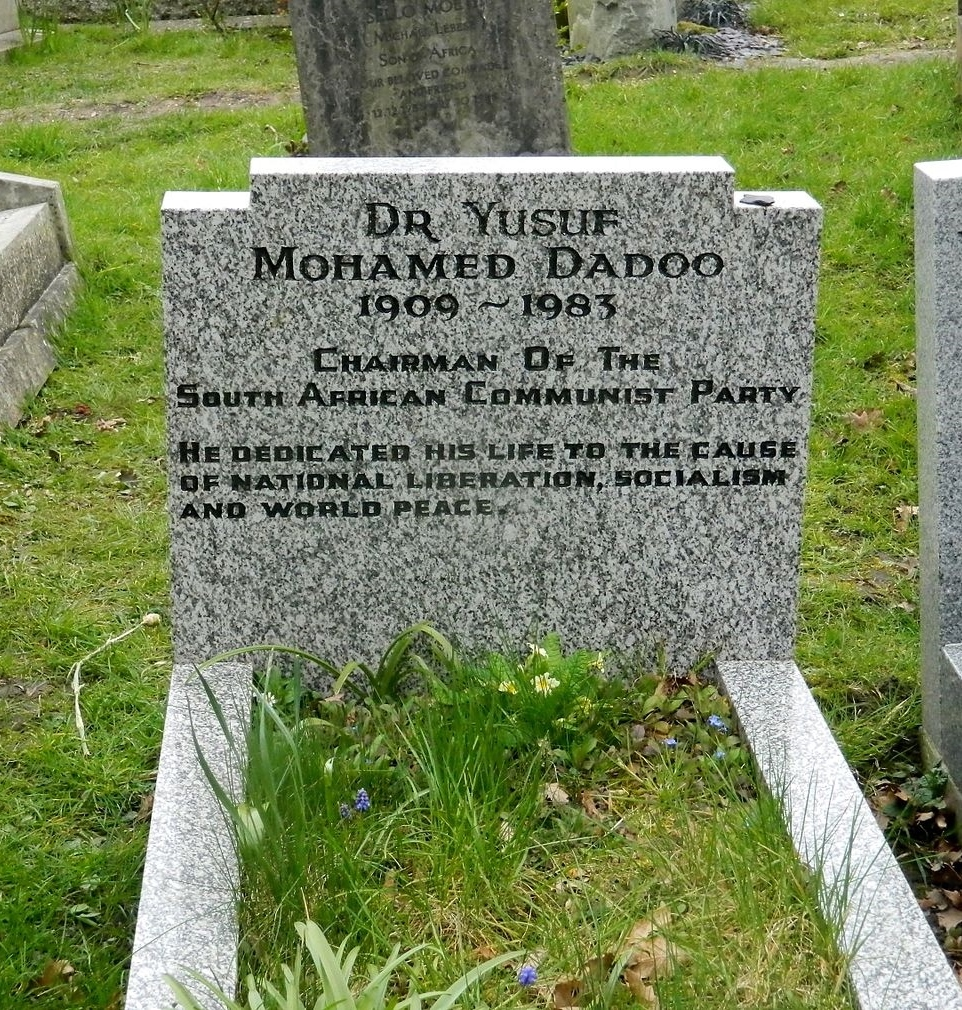
Могила Юсуфа Даду

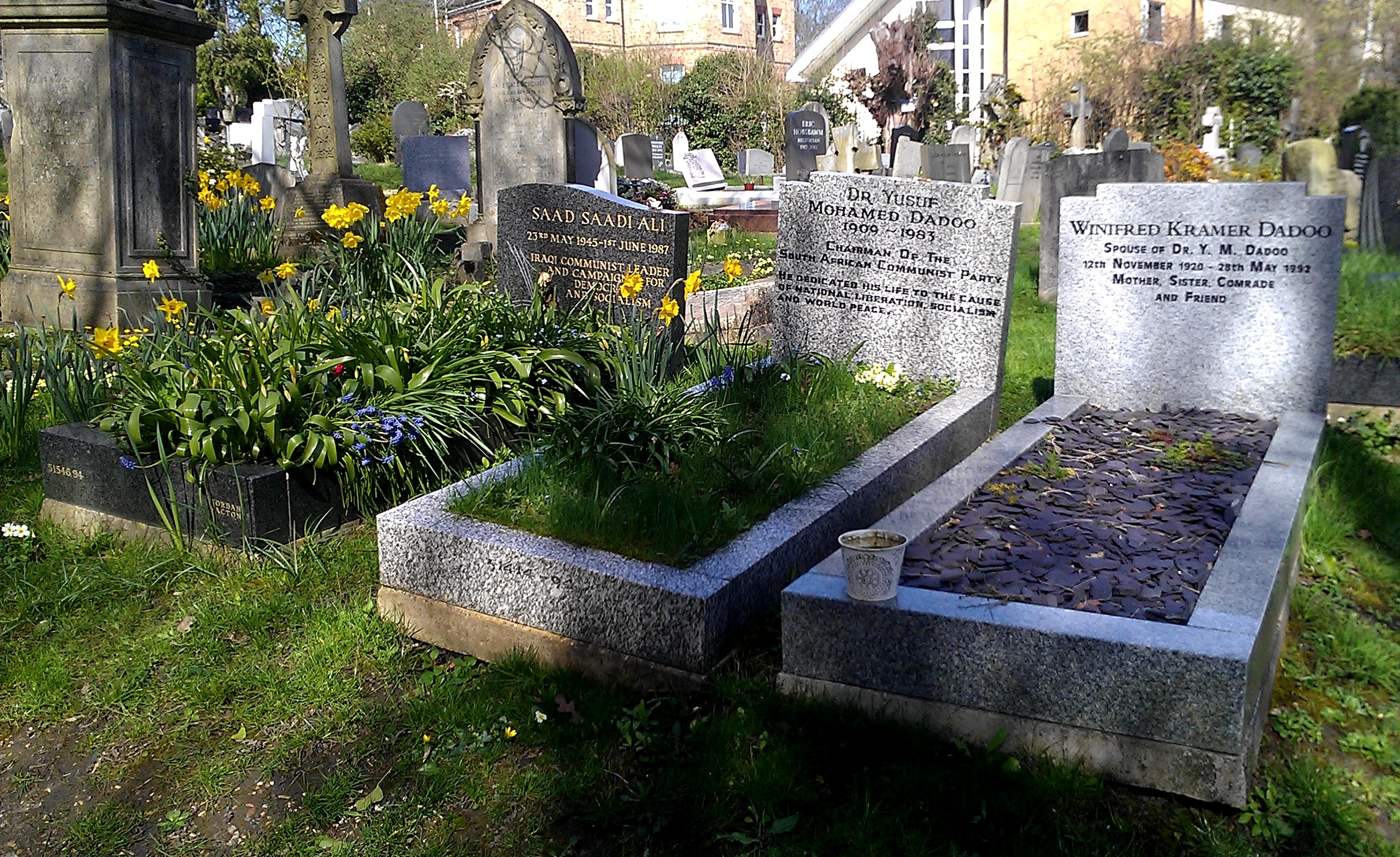
Могила Даду находится между могилой Саада Саади Али (слева) и его жены (справа).

Даду умер от рака простаты 19 сентября 1983 года. Перед смертью он попытался договориться с Джо Слово, чтобы его тело контрабандой перевезли в ЮАР для захоронения в качестве акта неповиновения, но этот план провалился. Вместо этого он был похоронен по-мусульмански (по его воле) и предан земле на Хайгейтском кладбище рядом с другим коммунистом-мусульманином (членом иракской компартии) Саадом Саади Али, в нескольких метрах от могилы Карла Маркса. Его предсмертными словами были: «Вы никогда не должны сдаваться, вы должны бороться до конца».
Соболезнования прислали лидеры коммунистических и социалистических партий из разных стран мира, а также представители других организаций, выступающих против апартеида. Однако в самой ЮАР митинг и две брошюры, посвященные ему, были немедленно запрещены.
После всеобщих выборов 1994 года и падения апартеида доктора Даду стали считать национальным героем (ещё в 1955 году АНК присвоила ему такое звание со своей высшей наградой — медалью Изитваландве). В Крюгерсдорпе его именем названы начальная школа и больница.
В 2009 году в Йоханнесбургском университете прошли празднования столетия доктора Даду. В своём послании Нельсон Мандела назвал Даду «одним из гигантов борьбы нашей страны за свободу» и «основателей демократической Южной Африки».